# Max Unger
Max Unger (Taura, Saxònia, 28 de maig de 1883 - Zúric, 1 de desembre de 1959) fou un musicògraf i director d'orquestra alemany.
Feu els seus estudis en el Conservatori i Universitat de Leipzig, on tingué per mestres, entre d'altres a Riemann, Paul i Zöllner. El 1906 fou segon director del Teatre Municipal de Leipzig; el 1901 professor del Conservatori de Bromberg i després tornà a Leipzig per acabar els estudis de filologia, doctorant-se el 1911.
Establert en aquesta ciutat, més tard fou nomenat director de la Societat de Madrigals i crític de la Neue Zeitschrift fur Musik.
Se li deu:
- Muzio Clementis Leben (1911);
- Beethovens Heiratsprojekt im Jahre 1810;
- Auf Spuren von Beethovens unsterblichen Geliebten.